# Suzanne Grey
Pour les articles homonymes, voir Grey.
Suzanne Grey, née Suzanne Madeleine Bara à Neuilly-sur-Seine (Hauts-de-Seine) le 28 juin 1917, et morte à Paris (15e arrondissement) le 13 décembre 2005, est une actrice française.

## Biographie
Elle est la fille de Denise Grey et d'Henri Bara, qui périt lors d'essais sur son hors-bord le 13 septembre 1919, alors qu'elle venait d'avoir deux ans. Elle est mariée avec André Bervil.
Suzanne Grey est enterrée près de sa mère, Denise, à Arradon (Morbihan).

## Filmographie
- 1947 : L'Éventail d'Emil-Edwin Reinert - (Une pensionnaire)
- 1948 : Jo la Romance de Gilles Grangier - (La girl)
- 1948 : Les Orphelins de Saint-Vaast de Jean Gourguet
- 1950 : Zone frontière de Jean Gourguet - (Marcelle)
- 1950 : Ma pomme de Marc-Gilbert Sauvajon - (La patronne)
- 1951 : Casque d'Or de Jacques Becker - (Une fille à la guinguette)
- 1951 : Tapage nocturne de Marc-Gilbert Sauvajon - (Estelle)
- 1952 : La Tournée des grands ducs d'André Pellenc - (La barmaid)
- 1953 : Maternité clandestine de Jean Gourguet - (L'infirmière)
- 1953 : Raspoutine de Georges Combret - (L'employée aux bains)
- 1953 : Les Révoltés de Lomanach de Richard Pottier
- 1954 : La Cage aux souris de Jean Gourguet - (La Chouette)
- 1954 : Madame du Barry de Christian-Jaque - (Une des sœurs Du Barry)
- 1954 : Poisson d'avril de Gilles Grangier - (La voisine)
- 1955 : Les carottes sont cuites de Robert Vernay
- 1955 : Ces sacrées vacances de Robert Vernay
- 1955 : Sophie et le Crime de Pierre Gaspard-Huit - (La locataire)
- 1956 : Les Lumières du soir de Robert Vernay
- 1957 : C'est la faute d'Adam de Jacqueline Audry
- 1957 : En cas de malheur de Claude Autant-Lara - (La fleuriste)
- 1957 : Fumée blonde de Robert Vernay
- 1961 : La Traversée de la Loire de Jean Gourguet
- 1964 : Patate de Robert Thomas - la concierge Mme Turgot
- 1969 : Au théâtre ce soir : Les Enfants d'Édouard de Marc-Gilbert Sauvajon d'après Frederic Jackson et Roland Bottomley, mise en scène Jean-Paul Cisife, réalisation Pierre Sabbagh, Théâtre Marigny
- 1974 : Un curé de choc (26 épisodes de 13 minutes) de Philippe Arnal
- 1975 : On a retrouvé la septième compagnie de Robert Lamoureux
- 1982 : N'oublie pas ton père au vestiaire de Richard Balducci - (La mère de Bruno)
- 1981 : La Double Vie de Théophraste Longuet de Yannick Andreï
- 1998 : Chômeurs mais on se soigne de Laurent Thomas - (Mémé)

## Théâtre
- 1947 : Un homme comme les autres d'Armand Salacrou, mise en scène de Jean Wall, Théâtre Saint-Georges
- 1951 : Tapage nocturne de Marc-Gilbert Sauvajon, mise en scène de Jean Wall, Théâtre Édouard VII
- 1952 : Le Médecin malgré elle de Marie-Louise Villiers, mise en scène Robert Murzeau, Théâtre des Célestins
- 1952 : Enfant du miracle de Paul Gavault et Robert Charvay, mise en scène René Rocher, Théâtre de l'Apollo
- 1955 : Nekrassov de Jean-Paul Sartre, mise en scène de Jean Meyer, Théâtre Antoine
- 1956 : L'Ombre de Julien Green, mise en scène de Jean Meyer, Théâtre Antoine
- 1958 : L'Invitation au château de Jean Anouilh, mise en scène André Barsacq, Théâtre des Célestins
- 1958 : Pacifico opérette de Paul Nivoix, musique Jo Moutet, mise en scène Max Revol, Théâtre de la Porte-Saint-Martin
- 1959 : Blaise de Claude Magnier, mise en scène de Jacques Mauclair, Théâtre des Nouveautés
- 1962 : L'Invitation au château de Jean Anouilh, mise en scène André Barsacq, Théâtre des Célestins
- 1962 : Bon week-end, Monsieur Bennett d'Arthur Watkyn, mise en scène de Michel Vitold, Théâtre de la Gaîté-Montparnasse
- 1970 : Les Enfants d'Édouard de Marc-Gilbert Sauvajon, mise en scène de Jean-Paul Cisife, Théâtre des Bouffes-Parisiens
- 1974 : Pauvre France de Sam Bobrick et Ron Clark, mise en scène de Michel Roux, théâtre des Nouveautés
- 1974 : Le Mari, la Femme et la Mort d'André Roussin, mise en scène de l'auteur, tournée Herbert-Karsenty
- 1996 : Cinéma parlant de Julien Vartet, mise en scène Daniel Colas,   théâtre des Mathurins